# Карола
Карола (мађ. Karola), је женско име које се користи у мађарском језику, води порекло из латинског језика (лат. Carolus).
Парњак је мушком имену Карољ (мађ. Károly),
Сродна имена: Каролина (мађ. Karolina), Карла (мађ. Karla), Карлота (мађ. Karlotta) .

## Имендан
- 28. јануар.
- 4. новембар.

## Варијације
-,
- имендан: 17. јул.

## Познате личности
-, Карола Чиреш глумица